# Türkiye 1. Basketbol Ligi 1967-1968
La Türkiye 1. Basketbol Ligi 1967-1968 è stata la 2ª edizione del massimo campionato turco di pallacanestro maschile. La vittoria finale è stata ad appannaggio dell'İTÜ Istanbul.

## Risultati

### Stagione regolare
|     | Squadra      | G  | V  | N | P  | PF    | PS    | Pt. | Qualificazione |
| --- | ------------ | -- | -- | - | -- | ----- | ----- | --- | -------------- |
| 1.  | İTÜ Istanbul | 28 | 25 | 1 | 2  | 2.194 | 1.754 | 79  |                |
| 2.  | Fenerbahçe   | 28 | 24 | 2 | 2  | 2.294 | 1.810 | 78  |                |
| 3.  | Galatasaray  | 28 | 23 | 0 | 5  | 2.236 | 1.760 | 74  |                |
| 4.  | Altınordu    | 28 | 21 | 1 | 6  | 2.193 | 1.900 | 71  |                |
| 5.  | Beşiktaş     | 28 | 18 | 0 | 10 | 1.893 | 1.663 | 64  |                |
| 6.  | Muhafızgücü  | 28 | 17 | 2 | 9  | 2.171 | 1.914 | 64  |                |
| 7.  | Kolejliler   | 28 | 12 | 2 | 14 | 1.679 | 1.689 | 54  |                |
| 8.  | Ankara DSİ   | 28 | 11 | 2 | 15 | 1.764 | 1.844 | 52  |                |
| 9.  | Jandarmagücü | 28 | 10 | 1 | 17 | 1.854 | 2.051 | 49  |                |
| 10. | Şekerspor    | 28 | 8  | 8 | 18 | 1.764 | 1.933 | 46  |                |
| 11. | Kadıköyspor  | 28 | 7  | 2 | 19 | 1.753 | 2.003 | 44  |                |
| 12. | PTT İstanbul | 28 | 8  | 0 | 20 | 1.760 | 2.025 | 44  |                |
| 13. | Altay        | 28 | 6  | 2 | 20 | 1.716 | 2.076 | 42  |                |
| 14. | Kurtuluş     | 28 | 6  | 0 | 22 | 1.725 | 2.003 | 40  | retrocesse     |
| 15. | Karşıyaka    | 28 | 2  | 1 | 19 | 1.600 | 2.121 | 39  | retrocesse     |

| Türkiye 1. Basketbol Ligi 1967-1968 |
| ----------------------------------- |
| İTÜ Istanbul 1º titolo              |

## Formazione vincitrice
| N° | Naz.               | Ruolo | Sportivo         |  | Alt. |  |
| -- | ------------------ | ----- | ---------------- |  | ---- |  |
|    | Turchia (bandiera) |       | Ahmet Acaroğlu   |  |      |  |
|    | Turchia (bandiera) |       | Hüseyin Alp      |  |      |  |
|    | Turchia (bandiera) |       | Ethem Barlı      |  |      |  |
|    | Turchia (bandiera) |       | Kemal Erdenay    |  |      |  |
|    | Turchia (bandiera) |       | Reşat Güney      |  |      |  |
|    | Turchia (bandiera) |       | Cihat İlkbaşaran |  |      |  |
|    | Turchia (bandiera) |       | Halit Keskinpala |  |      |  |
|    | Turchia (bandiera) |       | Yaman Kubalı     |  |      |  |
|    | Turchia (bandiera) |       | Mahmut Layık     |  |      |  |
|    | Turchia (bandiera) |       | Haluk Okçuoğlu   |  |      |  |
|    | Turchia (bandiera) |       | Mustafa Özoran   |  |      |  |
|    | Turchia (bandiera) |       | Öner Şaylan      |  |      |  |
|    | Turchia (bandiera) |       | Nuri Tan         |  |      |  |
|    | Turchia (bandiera) |       | Şükrü Tek        |  |      |  |
|    | Turchia (bandiera) | All.  | Mehmet Baturalp  |  |      |  |